# Ceny Thálie 2024
Ceny Thálie 2024 je 31. ročník udílení Cen Thálie, které udílí Herecká asociace za mimořádné výkony či celoživotní mistrovství v oblasti jevištního umění. Předsedové oborových porot v činohře, opeře, baletu, muzikálu a operetě, alternativního divadla a loutkového divadla vyhlásili 34 nominovaných osobností 5. září 2024. Vyhlašovací ceremoniál s předáním cen se konal v sobotu 5. října 2024 v pražském Národním divadle a moderátorkou byla Světlana Witowská. V přímém přenosu jej odvysílala Česká televize na stanici ČT1 a Český rozhlas na stanici Dvojka. Ceny vyrobila sklárna Ajeto ze severočeské obce Lindava. 

## Ceny a nominace
Při oficiálním večeru bylo vyhlášeno 18 laureátů:

### Činohra – ženský výkon
- Kateřina Císařová (role: Káťa, Vzkříšení, režie: Jan Mikulášek, Divadlo Na zábradlí, Praha)
  - Petra Janečková (role: Alice, Pořád jsem to já, režie: Kateřina Dušková, Východočeské divadlo Pardubice)
  - Marie Štípková (role: Tessy Ensler, Na první pohled, režie: Lucie Ferenzová, Švandovo divadlo, Praha)

Širší nominace: Magdaléna Holcová, Petra Kocmanová, Veronika Korytářová, Kateřina Krejčí, Barbora Kubátová, Gabriela Míčová, Alexandra Palatínusová
Cenu předal: Jan Burian

### Činohra – mužský výkon
- Miloslav König (role: Michel Houellebecq, Veřejní nepřátelé, režie: Jan Mikulášek, Divadlo Na zábradlí, Praha)
  - Jan Kolařík (role: Dežo, Nie sme doma, režie: Anna Davidová, Divadlo Husa na provázku, Brno)
  - Stanislav Majer (role: Paul Baumer, Na západní frontě klid, režie: Dušan Pařízek, Divadlo X10, Praha)

Širší nominace: Jakub Albrecht, Aleš Bílík, Vladimír Krátký, Petr Panzenberger, Martin Pechlát, Tomáš Petřík, Václav Vašák
Cenu předaly: Tereza Polachová a Denisa Barešová

### Činohra – celoživotní mistrovství
- Štěpánka Ranošová

Cenu předali: Josef Trojan a Iva Jonášová
- Viktor Preiss

Cenu předal: Ondřej Kepka

### Opera – ženský výkon
- Soňa Godarská (role: Manon, Manon, režie: Jiří Nekvasil, Divadlo J. K. Tyla, Plzeň)
  - Arnheiður Eiríksdóttir (role: Skladatel, Ariadna na Naxu, režie: Sláva Daubnerová, Státní opera, Národní divadlo, Praha)
  - Tereza Kavecká (role: Káťa, Káťa Kabanová, režie: Jana Andělová Pletichová, Slezské divadlo Opava,)

Širší nominace: Lada Bočková, Markéta Cukrová, Olga Jelínková, Kateřina Kněžíková, Mária Porubčinová, Jolana Slavíková, Jana Šrejma Kačírková
Cenu předali: Svatava Barančicová (Nadace Život umělce) a Luděk Vele

### Opera – mužský výkon
- Peter Berger (role: Dalibor, Dalibor, režie: David Pountney, Národní divadlo Brno)
  - Jiří Brückler (role: Vok Vítkovic , Čertova stěna, režie: Jiří Nekvasil, Národní divadlo moravskoslezské, Ostrava)
  - Svatopluk Sem (role: Gianni Schicchi, Gianni Schicchi, režie: David Radok, Národní divadlo, Praha)

Širší nominace: Aleš Briscein, Matteo Desole, Ivo Hrachovec, Peter Kellner, Pavol Kubáň, Jakub Rousek, František Zahradníček
Cenu předal: Dagmar Pecková

### Opera – celoživotní mistrovství
- Naďa Šormová

Cenu předali: Martin Baxa a Ivan Kusnier

### Balet – ženský výkon
Balet, pantomima nebo jiný tanečně dramatický žánr:
- Klára Jelínková (role: Blanche DuBois, Tramvaj do stanice Touha, DEKKADANCERS, Praha)
  - Adéla Bendová (role: Eliška/Hana, Želary, Moravské divadlo Olomouc)
  - Nuria Cazorla García (role: Kateřina, Zkrocení zlé ženy, Divadlo F. X. Šaldy, Liberec)

Širší nominace: Francesca Amante, Kristýna Kmentová, Simona Machovičová, Natalia Metodijeva, Bára Müllerová, Alina Nanu, Emilia Vuorio
Cenu předal: Michal Štípa

### Balet – mužský výkon
Balet, pantomima nebo jiný tanečně dramatický žánr:
- Patrik Holeček (role: Franz, Coppélia, Národní divadlo, Praha)
  - Patrik Čermák (role: Stanley Kowalski, Tramvaj do stanice Touha, DEKKADANCERS, Praha)
  - Ennio Zappalà (role: Zampano, La Strada, Pražský komorní balet, Praha)

Širší nominace: Yuta Homma, Aurélien Jeandot, Albert Kaše, Michal Kováč, Gaëtan Pires, Marek Svobodník, František Vlček
Cenu předali: Nikola Márová a Ludvík Bohman (Integram)

### Balet, tanec a pohybové divadlo – celoživotní mistrovství
- Josef Kotěšovský

Cenu předal: Radim Vizváry

### Opereta, muzikál – ženský výkon
Muzikál, opereta nebo jiný hudebnědramatický žánr:
- Markéta Schimmerová Procházková (role: Velma Kelly, Chicago, režie: Gabriela Petráková, Národní divadlo moravskoslezské, Ostrava)
  - Anna Fialová (role: Klíčnice, Anděl Páně, režie: Martin Čičvák, Hudební divadlo Karlín, Praha)
  - Svetlana Janotová (role: Morticia Addamsová, The Addams Family, režie: Stanislav Slovák, Městské divadlo Brno)

Širší nominace: Alžbeta Bartošová, Andrea Gabrišová, Soňa Godarská, Hana Holišová, Michaela Horká, Viktória Matušovová, Kristýna Štarhová
Cenu předal: Janek Ledecký

### Opereta, muzikál – mužský výkon
Muzikál, opereta nebo jiný hudebnědramatický žánr:
- Lukáš Vlček (role: Billy Flynn, Chicago, režie: Gabriela Petráková, Národní divadlo moravskoslezské, Ostrava)
  - Marek Holý (role: Fagin, Oliver!, režie: Lumír Olšovský, Národní divadlo moravskoslezské, Ostrava)
  - Pavel Režný (role: Ježíš Nazaretský, Jesus Christ Superstar, režie: Lumír Olšovský, Divadlo J. K. Tyla, Plzeň)

Širší nominace: Juraj Čiernik, Marek Lambora, Alan Novotný, Lukáš Ondruš, Ondřej Rychlý, Dušan Vitázek, Roman Vojtek
Cenu předal: Robin Beneš a Zdeněk Barták

### Opereta, muzikál – celoživotní mistrovství
- Helena Vondráčková

Cenu předal: Janis Sidovský

### Alternativní divadlo
- Martina Hajdyla Lacová (tanečně-performerský výkon, Bodies in Progress, režie: Martina Hajdyla Lacová a Jiří Hajdyla, ME-SA / Jiří Hajdyla, Praha)
  - Tereza Hof (role: Nomi, Nomi, režie: Bára Viceníková, Studio Hrdinů, Praha)
  - Ladislava Jančíková (role: Irena, 3testry, režie: Ladislava Jančíková, Petr Smyczek a Michael Sodomka, Divadlo Šumperk)
  - Iris Kristeková (role: Iris, Iris, režie: Miřenka Čechová, Tantehorse, Praha)
  - Tereza Ondrová (tanečně-performerský výkon, GEO, Temporary Collective, Praha)

Širší nominace: Mark Kristián Hochman, Tomáš Janypka, Michal Mudrák, Pavel Neškudla, Lumíra Přichystalová
Cenu předal: Antonie Rašilovová

### Alternativní divadlo – celoživotní mistrovství
- Jan Číhal

Cenu předal: Jiří Turek

### Loutkové divadlo
- Marek Bečka, Vít Brukner a Radek Beran (kolektivní herecký výkon, Postradatelní, režie: Radek Beran a Buchty a loutky, Buchty a loutky, Praha)
  - Edita Dohnálková Valášek (role: Bohdanka, Sedmero krkavců, režie: Jakub Vašíček, Divadlo DRAK, Hradec Králové)
  - Veronika Košvancová Khomová (Červený balónek, režie: Michaela Homolová, Naivní divadlo, Liberec)
  - Barbora Kubátová  (Franz a kavka, režie: Jiří Jelínek, Divadlo Na zábradlí, Praha)
  - Kristýna Matěj Dámová (role: Sněhová královna, Sněhová královna, režie: Jakub Šmíd, Divadlo Lampion, Kladno)

Širší nominace: Lukáš Bouzek, Martin Dobíšek, Lucie Kraftová, Lenka Lupínková, Jan Strýček
Cenu předal: Jiří Kniha

### Zahraniční umělec – celoživotní mistrovství
- Milan Kňažko

Cenu předala: Emília Vášáryová

### Cena české akademie divadelníků
Dříve cena Kolegia pro udělování cen Thálie za mimořádný umělecký přínos českému divadelnímu umění:
- Lída Engelová

Cenu předali: Barbora Hrzánová a Radek Holub

### Cena Thálie pro činoherce do 33 let
- Kamila Janovičová

Cenu předal: Ondřej Kepka

### Cena Thálie za šíření divadelního umění v televizi
- Alfred Strejček

Cenu předal: Štěpán Rak